# فيروفياريو دي مابوتو
نادي فيروفياريو دي مابوتو (بالفرنسية: Clube Ferroviário de Maputo) هو نادي كرة سلة موزمبيقي من مابوتو. يلعب الفريق في دوري أفريقيا لكرة السلة (BAL) والدوري الموزمبيقي لكرة السلة. حقق الفريق لقب الدوري المحلي تسع مرات.